# Гілем Гірадо

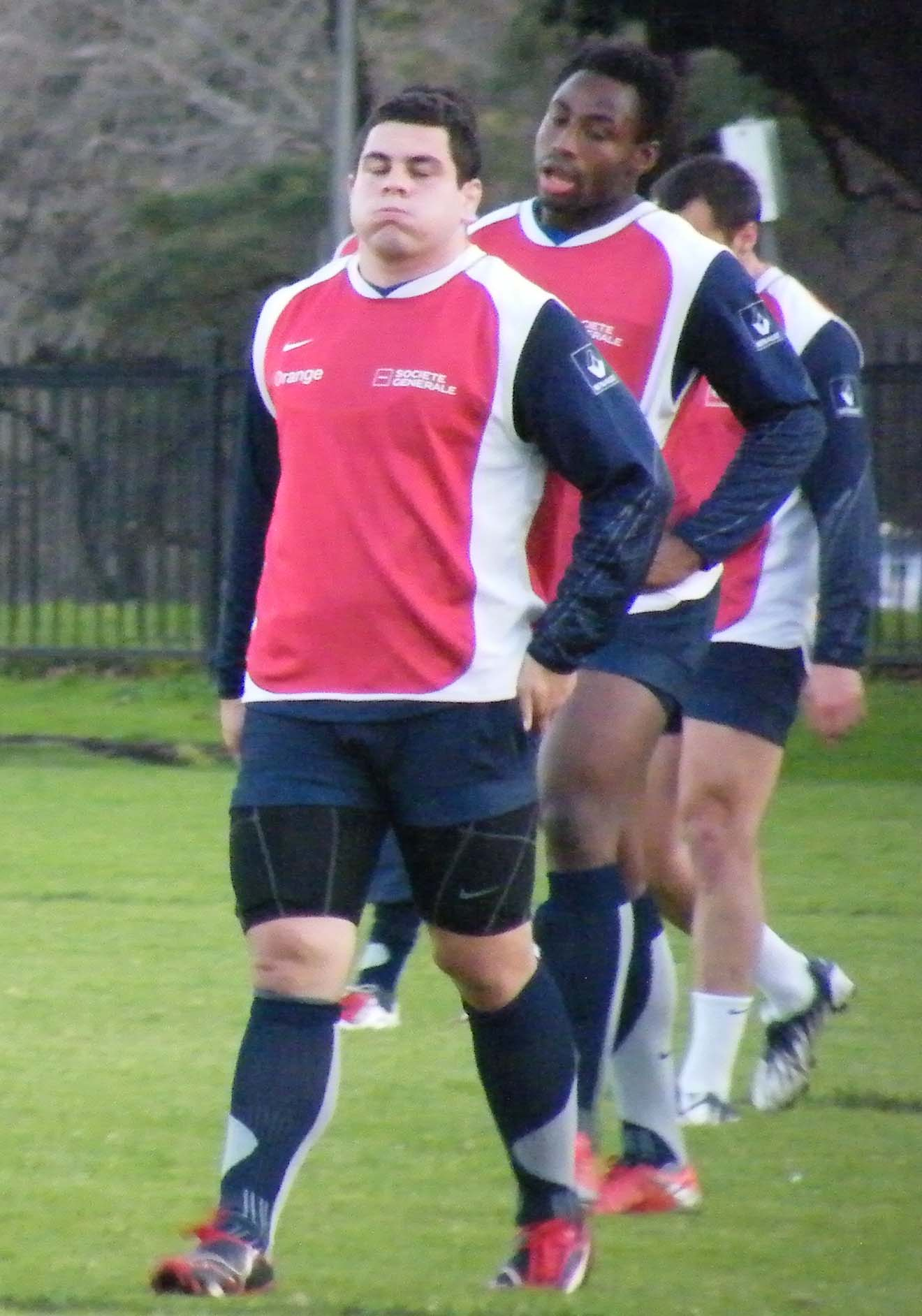
Гілем Гірадо

Гілем Гірадо (фр. Guilhem Guirado 17 червня, 1986 у місті Сере, в Східних Піренеях, Франція). Гак (англ. talonneur) національної збірної Франції з регбі та гравець клубу «Перпіньян», що виступає в Національній Лізі Франції — «Топ-14» .